# Tim Burke (Spezialeffektkünstler)
Tim Burke (* 1965 in Newcastle upon Tyne, England) ist ein englischer Spezialist für visuelle Effekte.

## Leben und Werk
Aufgewachsen in Newcastle, England, begann Tim Burke bereits früh, sich für Malerei zu interessieren. Auch prägten ihn Ray Harryhausens Stop-Motion-Animationen. So studierte er dann in England zunächst Grafikdesign und später Animation an der Norwich School of Art and Design. Während des Studiums machte er erste Erfahrungen mit computerunterstützter 3D-Modellierung und -Animation, zu diesem Zeitpunkt, Mitte der 1980er, einer noch jungen Technik.
Burkes erste Tätigkeit nach dem Studium war in London bei der Firma Cal Video Graphics. Dort war er für die Erstellung computergenerierter Werbespots zuständig. Anschließend folgte eine Tätigkeit bei der Londoner Mill Film.
Anfang der 2000er wechselte Burke zur Londoner Effektschmiede Double Negative und war unter anderem maßgeblich an allen Harry-Potter-Filmen außer dem ersten als Visual Effects Supervisor beteiligt.

## Filmografie
- 1997: The Mill on the Floss
- 1997: The Hunger
- 1998: Merlin
- 1998: Still Crazy
- 1998: Der Staatsfeind Nr. 1
- 1998: Schweinchen Babe in der großen Stadt
- 2000: Gladiator
- 2001: Hannibal
- 2001: Black Hawk Down
- 2002: Ritter aus Leidenschaft
- 2002: Harry Potter und die Kammer des Schreckens
- 2004: Harry Potter und der Gefangene von Askaban
- 2005: Harry Potter und der Feuerkelch
- 2007: Harry Potter und der Orden des Phönix
- 2009: Harry Potter und der Halbblutprinz
- 2010: Harry Potter und die Heiligtümer des Todes: Teil 1
- 2011: Harry Potter und die Heiligtümer des Todes: Teil 2
- 2016: Legend of Tarzan
- 2016: Phantastische Tierwesen und wo sie zu finden sind
- 2018: Phantastische Tierwesen: Grindelwalds Verbrechen

## Auszeichnungen
- 2001 – Oscar – Auszeichnung in der Kategorie Beste visuelle Effekte für Gladiator
- 2001 – British Academy Film Award – Nominierung in der Kategorie Beste visuelle Effekte für Gladiator
- 2005 – Oscar – Nominierung in der Kategorie Beste visuelle Effekte für Harry Potter und der Gefangene von Askaban
- 2005 – Saturn Award – Nominierung in der Kategorie Beste Spezialeffekte für Harry Potter und der Gefangene von Askaban
- 2005 – British Academy Film Award – Nominierung in der Kategorie Beste visuelle Effekte für Harry Potter und der Gefangene von Askaban
- 2005 – VES Award – Auszeichnung in der Kategorie Outstanding Visual Effects in a Visual Effects Driven Motion Picture für Harry Potter und der Gefangene von Askaban
- 2008 – Saturn Award – Nominierung in der Kategorie Beste Spezialeffekte für Harry Potter und der Orden des Phönix
- 2008 – British Academy Film Award – Nominierung in der Kategorie Beste visuelle Effekte für Harry Potter und der Orden des Phönix
- 2010 – British Academy Film Award – Nominierung in der Kategorie Beste visuelle Effekte für Harry Potter und der Halbblutprinz
- 2011 – Oscar – Nominierung in der Kategorie Beste visuelle Effekte für Harry Potter und die Heiligtümer des Todes: Teil 1
- 2011 – British Academy Film Award – Nominierung in der Kategorie Beste visuelle Effekte für Harry Potter und die Heiligtümer des Todes: Teil 1
- 2011 – Satellite Award – Nominierung in der Kategorie Beste visuelle Effekte für Harry Potter und die Heiligtümer des Todes: Teil 2
- 2012 – Oscar – Nominierung in der Kategorie Beste visuelle Effekte für Harry Potter und die Heiligtümer des Todes: Teil 2
- 2012 – British Academy Film Award – Auszeichnung in der Kategorie Beste visuelle Effekte für Harry Potter und die Heiligtümer des Todes: Teil 2
- 2017 – British Academy Film Award – Nominierung in der Kategorie Beste visuelle Effekte für Phantastische Tierwesen und wo sie zu finden sind